# Néa Politeía
Néa Politeía (Nea Politeia) är en ort i Grekland.   Den ligger i prefekturen Nomarchía Anatolikís Attikís och regionen Attika, i den sydöstra delen av landet, 40 km norr om huvudstaden Aten. Néa Politeía ligger 77 meter över havet och antalet invånare är 622.
Terrängen runt Néa Politeía är kuperad söderut, men norrut är den platt. Havet är nära Néa Politeía åt nordost. Runt Néa Politeía är det ganska tätbefolkat, med 93 invånare per kvadratkilometer. Närmaste större samhälle är Ágios Stéfanos, 18,3 km söder om Néa Politeía. 